# Haagcampagne
De haagcampagne is een tweejaarlijks project in Vlaanderen met als doel het aanplanten van haagplanten te stimuleren.  
Samen met de Regionale Landschappen Noord-Hageland en Dijleland, de Vrienden van Heverleebos en Meerdaalwoud, Natuurpunt Oost-Brabant, de Milieudienst van Interleuven, de Boomtelersfederatie Noord-België en de deelnemende gemeenten organiseert IGO Leuven tweejaarlijks de haagcampagne in het arrondissement Leuven. 
Via de Haagcampagne krijgen inwoners van de deelnemende gemeenten de kans om streekeigen plantgoed voor hagen en houtkanten, aan te kopen tegen voordelige prijzen. Er zijn pakketten voor de klassieke geschoren haag, de doornige haag en de bredere bessen- en bloesemhaag. Iets "ruiger" zijn de houtkantpakketten. Voor mensen met heel wat ruimte zijn er de vogelbosjes.
Per verkocht pakket of verkochte boom werd er tijdens de campagnes van 2002 en 2004 €0,50 aan een project van Vredeseilanden in de Derde Wereld geschonken. 
Vanaf 2006 wordt het aanbod beperkt tot hagen, houtkanten en vogelbosjes. Tot 2004 werden er ook hoogstamfruitbomen en loofbomen verkocht. Vanaf 2006 wordt er ook intensief samengewerkt met de lokale plantencentra.
De Haagcampagne wordt in principe tweejaarlijks georganiseerd. In 2006 deden volgende gemeenten mee:
Aarschot, 
Bekkevoort,
Bertem, 
Boortmeerbeek, 
Boutersem, 
Diest, 
Geetbets, 
Glabbeek,
Haacht, 
Herent, 
Hoegaarden, 
Holsbeek, 
Huldenberg, 
Keerbergen, 
Kortenaken, 
Kortenberg, 
Leuven, 
Linter,
Lubbeek, 
Oud-Heverlee, 
Rotselaar, 
Scherpenheuvel-Zichem, 
Tervuren, 
Tielt-Winge, 
Tienen, 
Tremelo,
Zoutleeuw.